# Benthobia
Benthobia là một chi ốc biển, là động vật thân mềm chân bụng sống ở biển trong họ Pseudolividae.

## Các loài
Các loài thuộc chi Benthobia bao gồm:
- Benthobia atafona Simone, 2003[2]
- Benthobia complexirhyna Simone, 2003[3]
- Benthobia sima Simone, 2003[4]
- Benthobia tornatilis Simone, 2003[5]
- Benthobia tryonii Dall, 1889[6]